# حميد الثاني بن راشد النعيمي
حميد بن راشد النعيمي الثاني كان حاكم عجمان، إحدى إمارات الساحل المتصالح التي تشكل اليوم الإمارات العربية المتحدة، من 1891-1900.

## حياته
كان الشيخ حميد أحد الموقعين على "الاتفاقية الحصرية" لعام 1892، والتي ألزمت حكام الساحل المتصالح بعدم الدخول في "أي اتفاق أو مراسلات مع أي قوة أخرى غير الحكومة البريطانية"، وأنه بدون الموافقة البريطانية، لن "يوافقوا على الإقامة داخلها". أراضي وكيل أي حكومة أخرى" وأنهم لن "يتنازلوا أو يبيعوا أو يرهنوا أو يمنحوا للاحتلال أي جزء من أراضيي، باستثناء الحكومة البريطانية.
وجاءت الاتفاقية في وقت أبدى فيه الاهتمام التجاري بالإمارات المتصالحة من قبل دول أخرى، بما في ذلك ألمانيا، وتركيا، وفرنسا. مباشرة قبل توقيع الاتفاقية، حاول ممثل الحكومة الفارسية إثبات المطالبة الفارسية بالمنطقة، متجنبًا أي مصلحة بريطانية. أدت اتفاقية 1892 إلى إنهاء المغامرة مبكرًا.
شهد سبتمبر 1892 صد حميد بن راشد لهجوم شنه منافس عجمان القديم وحليفها في وقت ما، الشارقة مع أم القيوين. أرسل راشد بن مكتوم قاربًا مليئًا بالرجال المسلحين لمساعدة حميد في مواجهة الهجوم، وخرق الهدنة البحرية لعام 1853 واضطر إلى دفع غرامة.

## وفاته
لم يكن حميد بن راشد يتمتع بشعبية كبيرة بين أقرانه، إذ فشل في دفع مخصصات من إيرادات الدولة لأفراد عائلته. وفي صباح يوم 8 يوليو 1900، قُتل وتولى عمه عبد العزيز بن حميد السلطة.